# Bình Phong Thạnh
Bình Phong Thạnh là thị trấn huyện lỵ của huyện Mộc Hóa, tỉnh Long An, Việt Nam.

## Địa lý
Thị trấn Bình Phong Thạnh nằm ở phía đông huyện Mộc Hóa, có vị trí địa lý:
- Phía đông và phía nam giáp huyện Thạnh Hóa
- Phía tây giáp xã Tân Thành và xã Bình Hòa Đông
- Phía bắc giáp xã Bình Thạnh.

Thị trấn Bình Phong Thạnh có diện tích 46,25 km², dân số năm 2018 là 8.486 người, mật độ dân số đạt 183 người/km².

## Lịch sử
Sau năm 1975, Bình Phong Thạnh là một xã thuộc huyện Mộc Hóa, tỉnh Long An.
Ngày 24 tháng 3 năm 1994, Chính phủ ban hành Nghị định số 27-CP. Theo đó, thành lập xã Bình Thạnh trên cơ sở 837 ha diện tích tự nhiên và 108 người của xã Bình Phong Thạnh; 2.726,8 ha diện tích tự nhiên và 642 người của xã Bình Hòa Đông.
Sau khi điều chỉnh địa giới hành chính, xã Bình Phong Thạnh còn lại 6.621 ha diện tích tự nhiên và 1.959 người.
Tháng 3 năm 2013, sau khi thành lập thị xã Kiến Tường trên cơ sở tách một phần diện tích và dân số của huyện Mộc Hóa, huyện lỵ huyện Mộc Hóa dời về xã Bình Phong Thạnh.
Ngày 17 tháng 12 năm 2019, Ủy ban thường vụ Quốc hội ban hành Nghị quyết số 836/NQ-UBTVQH14 về việc sắp xếp các đơn vị hành chính cấp xã thuộc tỉnh Long An (nghị quyết có hiệu lực từ ngày 1 tháng 1 năm 2020). Theo đó, thành lập thị trấn Bình Phong Thạnh trên cơ sở toàn bộ diện tích và dân số của xã Bình Phong Thạnh.

## Hành chính
Thị trấn Bình Phong Thạnh được chia thành 3 khu phố: 1, 2, 3.

## Giáo dục
Trên địa bàn thị trấn có trường THCS và THPT Bình Phong Thạnh được thành lập vào năm 2007.

## Du lịch
Trung tâm bảo tồn dược liệu Đồng Tháp Mười ở Bình Phong Thạnh (người dân địa phương vẫn quen gọi thân mật là trung tâm ông Ba Bé) đang ngày càng trở thành một địa chỉ quen thuộc đối với khách du lịch.